# De 40 "fedeste" katastrofer
De 40 "fedeste" katastrofer er et radioprogram, der blev sendt første 22. maj 2019 på Radio24syv med værterne Anders Lund Madsen og historikeren Rasmus Dahlberg. Efter præsentation af gæsten og en disclaimer der tydeliggør, at det ikke er fordi katastroferne er fede, starter Rasmus Dahlberg med at fortælle at man sidder i Håndbogsbiblioteket i bygning 7 på Forsvarsakademiets Institut for Militærhistorie og Krigsteori, Svanemøllens Kaserne. Efter en definition af begrebet katastrofe begynder omtalen af de 40 katastrofer som er udvalgte til lejligheden.
Udsendelsen er en del af Fedeabes Fyraften, der var en række programmer med Anders Lund Madsen. Ud over "De 40 "fedeste" katastrofer" findes også "De 40 "fedeste" svampe", "De 40 "fedeste" ting i Universet" m.fl.

I rækken af udsendelser, endte denne med at være den længste, og overgik dermed "De 40 "fedeste" ting i Universet" med Anja C. Andersen

## Afsnit
Udsendelsen foregår over 8 afsnit, sendt første gang sendt 22, maj 2019 - 5. juni 2019. Katastroferne i afsnittene er:
| Afsnit | Afsnit | Katastrofe | Oprindeligt sendt |
| ------ | ------ | --- | ----------------- |
|        | I      | Togulykken på Storebælt "General Slocum"                                                                       | 22. maj 2019      |
|        | II     | Skypumpen i Holstebro Sojakagefabrikken Fosforulykken på Gejser Skageraks forlis "Norges" forlis               | 23. maj 2019      |
|        | III    | Flystyrtet i Københavns havn Bhopal katastrofen Torrey Canyons forlis Eksplosionen på Holmen Scandinavian Star | 27. maj 2019      |
|        | IV     | Tjernobyl R-101 Georg Stage Valby Gasværk Germanwings Flight 9525 Exxon Valdez                                 | 28. maj 2019      |
|        | V      | Sorø ulykken Estonia Vigerslevulykken Challenger katastrofen Seest ulykken Wilhelm Gustloff                    | 29. maj 2019      |
|        | VI     | Iran Air Flight 655 Hotel Hafnia Jordskælvet i San Fransisco Eyjafjallajökull Malaysia Airlines Flight MH-370  | 30. maj 2019      |
|        | VII    | Piper Alpha Hindenburg Bajkonur kosmodromen Simmersted ulykken Københavns brand 1728 Tenerife ulykken          | 1. juni 2019      |
|        | VIII   | Stormfloden på Lolland M/S Hans Hedtoft Titanic Halifax ulykken                                                | 4. juni 2019      |
|        | IX     | Jordskælvet i Lissabon 1755                                                                                    | 5. juni 2019      |

## Katastrofer i kronologisk rækkefølge
| Nummer | Nummer | Katastrofe                           | Årstal | Katastrofe art        | Antal døde      | Noter/supplerende omtaler |
| ------ | ------ | ------------------------------------ | ------ | --------------------- | --------------- | --- |
|        | 40     | Togulykken på Storebæltsbroen 2019   | 2019   | Togulykke             | 8               | Andre togulykker i Danmark (Sorø-ulykken) og togulykker med højhastighedstog (Eschede-ulykken og Santiago de Compostela-ulykken |
|        | 39     | General Slocum                       | 1904   | Skibsforlis/brand     | 1034            | Ulykken nævnes i Ulysses (roman) og er dermed en fastsættelse af datoen for dennes forløb. |
|        | 38     | Skypumpen i Holstebro                | 1962   | Vejrfænomen           | 0               | Det omtales i udsendelsen, at det maksimale erstatningsbeløb for tingskade på tidspunktet blev fastsat til 30.000,- og dermed langt fra dækkede de omfattende skader ved katastrofen. |
|        | 37     | Eksplosionen på Sojakagefabrikken    | 1980   | Eksplosion            | 0               | Det omtales, hvorledes industrialiseringen havde gjort, at der var opført industri uden for byerne, hvorefter der var bygget boligkvarterer op omkring. Dermed kunne uheld/katastrofer udgøre en risiko for langt flere mennesker. Denne slags ulykke var dermed medvirkende til, at industrier blev flyttet ud af byerne.                                                    |
|        | 36     | Fosforulykken på Krydseren Gejser    | 1923   | Eksplosion            | 1               | Kronprins Frederik befandt sig på tidspunktet på et nærliggende skib, og om end der ikke var direkte fare for hans liv, så kunne han have været involveret i ulykken. |
|        | 35     | M/S Skageraks forlis                 | 1966   | Skibsforlis           | 1               | Det omtales hvorledes den erfarne kaptajn Anstein Dvergsnes er stærkt medvirkende til at katastrofen ikke kræver flere dødsofre. Som kontrast til dette nævnes Costa Concordias kaptajn Francesco Schettino |
|        | 34     | Flystyrtet i Københavns havn         | 1957   | Flystyrt              | 23              | Som medvirkende årsag til flystyrtet, nævnes at sprogforvirring gjorde, at flyet kom for lavt ind og dermed ramte skorstenen på H.C. Ørstedsværket |
|        | 33     | Bhopal katastrofen                   | 1984   | Kemikalie/industri    | 5.000 - 20.000  | Det omtales, hvorledes der skete en procedure-glidning (fabrikken var under afvikling, og sikkerheden ikke prioriteret) samt de lineære sammenhænge i katastrofers udvikling. |
|        | 32     | "Torrey Canyons" forlis              | 1967   | Skibsforlis           | 0               | Forliset, hvor der blev udledt store mængder olie, var medvirkende til ændringer i procedurer og sikkerhed for skibsfarten. |
|        | 31     | Eksplosionen på Holmen               | 1957   | Eksplosion            | 16              | Det omtales hvorledes eksplosionen var medvirkende til beslutningen om at afvikle Holmen som flådestation, idet det skønnedes farligt at have ammunition så tæt på bymæssig bebyggelse. |
|        | 30     | Scandinavian Star                    | 1988   | Skibsforlis/brand     | 1988            | Der refereres dels til forløbet og også til de mange konspirationsteorier, der opstod selv mange år efter katastrofen. |
|        | 29     | S/S Norges forlis                    | 1904   | Skibsforlis           | 629             | Forliset blev først erkendt noget tid efter, at skibet var gået under. De overlevende drev rundt i lang tid, uden at redning kom frem. |
|        | 28     | Tjernobylulykken                     | 1986   | Eksplosion/atomulykke | 50              | Der refereres til miniserien Chernobyl, der netop var udkommet ved tidspunktet for udsendelsen. |
|        | 27     | R-101                                | 1930   | Flystyrt              | 48              | Her omtales zeppelineren "R-101", hvis styrt var den direkte årsag til, at England på tidspunktet ophørte med at anvende denne ballon-type. Udsendelsen er også stærkt kritisk over for måden denne blev udvalgt- og bygget samt de afvigelser fra sikkerhedsprocedurer som blev anvendt.                                                                                     |
|        | 26     | Georg Stages forlis                  | 1905   | Skibsforlis           | 27              | Der refereres til "Gamle Georg Stage", som var et skoleskib bygget i 1882. Efter ulykken, hvor dampskibet Ancona påsejlede Georg Stage, blev der ikke placeret en entydig skyld, mens der blandt befolkningen var en udbredt harme mod kaptajnen på Ancona. |
|        | 25     | Eksplosionen på Valby Gasværk        | 1964   | Eksplosion            | 5               | Igen omtales placeringen af farlig industri i byområder, samt det forhold at procedurerne ikke var tidsvarende. Dette gjorde at to arbejdshold ikke tilsikrede, at der var lukket for gassen, inden arbejdet på el-installationerne blev påbegyndt. |
|        | 24     | Germanwings Flight 9525              | 2015   | Flystyrt              | 150             | I afsnittet omtales, hvorledes Terrorangrebet den 11. september 2001 havde resulteret i, at døren til flyets cockpit var blevet forstærket, hvorved en uligevægtig pilot fik uhindret adgang til at forårsage et bevidst styrt. Katastrofen ledte til nye procedurer, hvorved en pilot ikke må være alene i cockpittet.                                                       |
|        | 23     | Exxon Valdez forlis                  | 1989   | Skibsforlis           | 0               | Både selve ulykken og opklaringen heraf; specifikt at kaptajnen blev vurderet til at have været beruset, bliver omtalt. Der henvises også til ulykken 3. marts 2005, hvor en beruset styrmand sejlede coasteren Karen Danielsen ind i Storebæltsbroen. |
|        | 22     | Sorø-ulykken                         | 1988   | Togulykke             | 8               | Ulykken bliver gennemgået, og her redegøres for, hvorledes katastrofen gjorde, at det danske redningsberedskab forandredes. Her blandt andet, at man ændrede procedurerne for, hvordan man fordelte mange tilskadekomne til steder med ledig kapacitet. Rasmus Dahlberg svarer, at lokomotivet var et Litra MY, men det var faktisk et Litra ME nr. 1535.                     |
|        | 21     | Estonia                              | 1994   | Skibsforlis           | 851             | Gennem de forskellige katastrofer vender værterne gentagede gange tilbage til Murphys love, hvor "alt der kan går galt, går galt...", men at dette ikke er gældende for katastrofer generelt (Der kunne altid være flere døde). Men Estonia specifikt nævnes som en katastrofe, hvor alt går galt! Forliset Herald of Free Enterprise omtales også.                           |
|        | 20     | Vigerslev-ulykken                    | 1919   | Togulykke             | 30              | Der refereres til denne ulykke som "Den sidste af de store ulykker" med Bramminge-ulykken og Gentofte-ulykken som de to andre nævnte. |
|        | 19     | Challenger-ulykken                   | 1986   | Rumfart               | 7               | Årsagerne til ulykken bliver gennemgået, men også at beslutningstagere sad tydelige advarsler overhørig, hvorved ulykken kunne være undgået. |
|        | 18     | Fyrværkeriulykken i Seest            | 2004   | Eksplosion            | 1               | I gennemgangen af ulykken påpeges det, at trods katastrofens omfang, så lykkedes det redningsberedskabet at fremskaffe ressourcer [tendere fra Flyvestation Skrydstrup m.v.), der bidrog til redningsindsatsen. |
|        | 17     | Sænkningen af Wilhelm Gustloff       | 1945   | Skibsforlis           | 5.843           | Det påpeges, at skibet ikke havde været markeret som hospitalsskib, og dermed var et "legalt" mål for torpederingen. Dødstallet angives ikke specifikt i udsendelsen. |
|        | 16     | Iran Air Flight 655                  | 1988   | Flystyrt              | 274             | Som årsag til ulykken påpeger Rasmus Dahlberg, at mandskabet på USS Vincennes (CG-49) var stærkt overbebyrdede og dermed nedskød det iranske passagerfly ved en fejl. |
|        | 15     | Branden på Hotel Hafnia              | 1973   | Brand                 | 35              | Selve branden gennemgås, og derefter redegøres for, hvorledes katastrofen ledte til, at alle hoteller i København blev brandsikret langt bedre og tilsynet forbedret. Endvidere taler Rasmus Dahlberg om, hvordan dommen over Erik Solbakke Hansen var kontroversiel i forhold til beviserne.                                                                                 |
|        | 14     | Jordskælvet i San Francisco 1906     | 1906   | Jordskælv             | 3.000 - 3.500   | Her fortælles om, hvordan jordskælvet forandrede metoderne til at sikre gas-udslip og brandfare efter jordskælv. Det nævnes også, hvordan en katastrofe kan ødelægge noget (her byen), mens andet opstår (i dette tilfælde "Bank of Italy", der senere bliver til Bank of America)                                                                                            |
|        | 13     | Eyjafjallajökull                     | 2010   | Vulkanudbrud          | 0               | Fokus var på de implikationer som udbruddet i vulkanen Eyjafjallajökull på Island havde for andre lande, flytrafikken og biludlejningen. Med ~10 mio. aflyste flyrejser, endte mange biler med at blive lejet og kørt til fjerne destinationer. |
|        | 12     | Malaysia Airlines Flight 370         | 2014   | Flystyrt              | 239             | Manglen på forklaring ("Closure") for de pårørende gav anledning til masser af teorier om, hvad der kunne være sket med flyet. Den ene mere fantasifuld end den anden. |
|        | 11     | Eksplosionen på Piper Alpha          | 1988   | Eksplosion            | 167             | Der blev forklaret om de omfattende sikkerhedsforanstaltninger- og redningsprocedurer på olie-produktionsplatforme. Der tales også om "Burning Platform" teorien, der i mange sammenhænge anvendes modsat hvad forfatteren Darryl Connor beskriver i "Managing at the speed of change"                                                                                        |
|        | 10     | Hindenburg-katastrofen               | 1937   | Flystyrt              | 37              | Katastrofen hvor LZ 129 Hindenburg brændte/eksploderede ved fortøjringen i Lakehurst markerede afslutningen på Zeppeliner-æraen. "Hindenburg" skulle faktisk have heddet "Adolf Hitler", men dens langsomme flyveform passede ikke Hitler, hvorved den fik et andet navn. |
|        | 9      | Eksplosionen på Bajkonur-kosmodromen | 1960   | Eksplosion/rumfart    | >100            | Her beskrives, hvordan pres fra højere sted og et stærkt hiearkisk sovjetisk system bevirker, at sikkerheden tilsidesættes, hvorved en R-16 raket eksploderede og dræbte de omkringstående |
|        | 8      | Simmersted ulykken                   | 1972   | Kemi/miljø            | 0               | Ulykken, hvor en lastbil ned fenol væltede og forårsagede en miljøulykke, beskrives. Specielt er der fokus på, hvordan det ændrede det danske beredskab og at man fik centraliseret ansvaret for miljøkatastrofer. |
|        | 7      | Københavns brand 1728                | 1728   | Brand                 | Ukendt          | Branden resulterede i, at en stor del af den gamle by blev ødelagt. Samtidig gav det anledning til at Københavns Brandvæsen (senere Hovedstadens Beredskab) opstod nogle år senere. Det gav også anledning til at Københavns Brandforsikring blev stiftet (Senere en del af Alm. Brand)                                                                                       |
|        | 6      | Flyulykken på Tenerife               | 1977   | Flystyrt              | 583             | Verdens dødeligste flyulykke resulterede i flere tiltag, herunder ændrede regler for anvendelsen af visse ord (TakeOff) i forbindelse med radiokommunikation. De ofte feterede og egenrådige flykaptajner fra tiden (Her kaldet "Baroner") blev også anset som en del af den daværende risikoprofil.                                                                          |
|        | 5      | Stormfloden 1872                     | 1872   | Vejrfænomen           | 85              | Stormfloden og de efterfølgende oversvømmelser ledte til bygningen af de diger, der i dag inddæmmer dele af Lolland og Falster. |
|        | 4      | M/S Hans Hedtoft                     | 1959   | Skibsforlis           | 95              | Den daværende Grønlandsminister Johannes Kjærbøl var en stærk fortaler for, at der skulle være vintersejlads på Grønland. Dette ledte til M/S Hans Hedtofts bygning, hvorefter det sank på sin returrejse af jomfrurejsen. Hændelsen ledte til at Erik Ninn-Hansen var med til at få indført Ministeransvarlighedsloven; en lov han selv senere blev dømt efter i Tamilsagen. |
|        | 3      | RMS Titanic                          | 1912   | Skibsforlis           | 1514            | Her gennemgås nogle af de historier, der er om Titanic, bl.a. anvendelsen af det nye "SOS". En af kontroverserne ved Titanic var, at den havde for få redningsbåde, hvilket skyldtes primært æstetiske hensyn. Dagen efter Titanic sank, blev der indført krav om flere redningsbåde på den britiske handelsflåde.                                                            |
|        | 2      | Halifaxeksplosionen                  | 1917   | Eksplosion            | 1.500 - 2.000   | Rasmus Dahlberg redegør for, hvorledes katastrofen i Halifax var selve grundlaget for Katastrofevidenskaben. |
|        | 1      | Jordskælvet i Lissabon 1755          | 1755   | Jordskælv             | 15.000 - 70.000 | Jordskælvet ødelagde datidens største by i Europa. Det skete også i Oplysningstiden og gav blandt beboerne anledning til spørgsmål som "Hvis Gud er så god, hvordan kan han lade noget så ondt ske?". En efter datidens skala fuldstændig uforståelig episode var en af kilderne til Teodicéen.                                                                               |

## Udsendelsen som Podcast
Efter ændringen fra Radio Loud til 24syv (januar 2021), har 24syv erhvervet rettighederne til arkivet fra Radio24syv. Udsendelserne kan derfor pr. 2023 høres på disses app.
Da 24syv er annonceret lukket med ophøret af sendetilladelsen pr. 31. marts 2024, er det usikkert, hvad der sker med det oprindelige Radio24Syv's arkiv.